# Kōken
Kōken (japanisch 孝謙天皇 Kōken-tennō; * 718; † 28. August 770), auch bekannt als Prinzessin Abe (阿部内親王, Abe-naishinnō). Als Kōken war sie 46. Tennō von Japan (749–758). Sie regierte erneut (764–770) als 48. Tennō unter dem Namen Shōtoku (称徳天皇). Ordensname zwischen den Regierungszeiten und postum: Takano Tennō.
Sie war die einzige gemeinsame Tochter des Shōmu-tennō und dessen Gemahlin Kōmyō Kōgō (光明皇后; 701–760).

## Regierung: Kōken 749–758
Sie regierte als Kōken-tennō ab 749, nachdem sie im 10. Jahr Tempyō im Alter von 26 Jahren zur Thronfolgerin ernannt worden war.
Ihren Kronprinzen Funado, der noch von Shōmu bestimmt war, setzte sie ein Jahr nach Regierungsantritt (757/3) ab. Darauf plante dieser mit drei weiteren Prinzen (Shihoyaki, Kibumi, Asukabe) eine Rebellion, an der auch der Sohn des kurz vorher verstorbenen „Kanzlers zur Linken“ Tachibana no Moroe, Naramaro beteiligt war, und wurde dann hingerichtet (757/7). Diese Vorgänge führten zur Festigung der Macht der Fujiwara bei Hofe.
Nach Absetzung ihres „unwürdigen“ Sohnes gab sie Anordnung, dass eine Abschrift des – mutmaßlich von ihr selbst verfassten – Ko-kiyo (Katechismus der Kindespflichten) in jedem Haushalt vorhanden sein müsse.
Im folgenden Jahr 758 dankte Kōken zugunsten des Prinzen Ōhi (大炊), ab, der nun als Junnin den Thron bestieg. Kōken ging 762 als buddhistische Nonne ins Nara-Kloster Hokke-ji (法華寺; die ehemalige Residenz ihrer Mutter), war aber von dort aus weiter an den Regierungsgeschäften beteiligt. Ihr Rivale zu dieser Zeit war ihr Onkel mütterlicherseits, Fujiwara no Nakamaro.

## Regierung: Shōtoku 764–770
Als Kōken wieder offen den Thron für sich in Anspruch nahm (übrigens ohne ihr buddhistisches Gelübde aufzugeben), indem sie Junnin am 9. Tag des 10. Monat (7. November) 764 entthronte, kam es zum offenen Kampf mit Nakamaro, der eine Rebellion anstiftete. Shōtoku konnte Nakamaro vernichten und schickte Junnin in die Verbannung nach Awaji, wo er am 10. November 765 starb.
Nach der Niederschlagung dieser Rebellion ließ sie 764 mit den Hyakumantō Darani („1.000.000 Pagoden und Dharani-[Gebete]“) 1.000.000 Papierröllchen mit buddhistischen Sprüchen (dharani) bedrucken, die in ebenso viele Holzpagodenmodelle gepackt wurden, und im ganzen Land verteilen. Das Projekt wurde bereits 770 abgeschlossen und die heute noch mehr als 1000 vorhandenen Exemplare zählen zu den weltweit ältesten noch erhaltenen Beispielen des Holztafeldrucks.
Shōtoku blieb ihr ganzes Leben lang ledig. Jedoch verliebte sie sich in den Leiter des Hoftempels Dōkyō. Dieser, von vergleichsweise niedrigem kabane, stieg rasch auf. Er wurde im 10. Monat 765 zum Hō-ō ernannt. (Dieser Titel war eigentlich für abgedankte Tennō vorgesehen, die sich in ein Kloster zurückzogen, und wird verschiedentlich mit „Dharma-König“ oder „eine Art Papst“ wiedergegeben.) Bereits seit 764 war er Großkanzler (Daijō-daijin). Gleichzeitig wurde der Daisōzu (Groß-Vikar), und „oberster geistlicher Minister“ (法臣, Hōshin).
Im Jahr 770 machte Dōkyō den dramatischen Versuch, den Thron selbst zu gewinnen, doch der Widerstand von Höflingen (in Form eines Spruchs des Staatsorakels) in leitender Stellung und der rechtzeitige Tod der Tennō führten seinen Fall und Verbannung herbei. Der Zwischenfall wurde Anlass innerhalb der Kaiserfamilie für eine starke Reaktion gegen die buddhistische politische Einflussnahme, die dann zur Verlegung der Hauptstadt führte. In weiterer Folge wurden Frauen von der Thronfolge ausgeschlossen.
Sie starb an den Pocken im Jahr 770. Nach ihrem Tod schickte man Dōkyō ins Exil.